# Chionaema omissa
Chionaema omissa là một loài bướm đêm thuộc phân họ Arctiinae, họ Erebidae.